# Villeneuve-du-Paréage
 Villeneuve-du-Paréage  es una población y comuna francesa, en la región de Mediodía-Pirineos, departamento de Ariège, en el distrito de Pamiers y cantón de Pamiers-Est.

## Demografía
| 394 | 374 | 358 | 412 | 489 | 523 |
| Para los censos de 1962 a 1999 la población legal corresponde a la población sin duplicidades (Fuente: INSEE [Consultar]) |     |     |     |     |     |